# Toxic Narcotic
Toxic Narcotic és un grup de música hardcore punk que inicià la seua activitat per la dècada del 1990 i parà el 2005. Segueixen la pràctica Do It Yourself. Han publicat diversos treballs:
Àlbums
- We're All Doomed (2002, Go-Kart Records; Go Kart)
- Toxic Narcotic/Misery (2004, Go Kart)
- You Wreckt'em! (Rodent Popsicle Records)

EPs
- Had It Coming (Rodent Popsicle Records)
- Toxic Narcotic/Global Threat (Rodent Popsicle Records)

Recopilatoris:
- 1989-1999 (1999, Wonderdrug Records)
- 21st Century (2006, Rodent Popsicle Records)

Gravació audiovisual
- Live in Boston (2005, Rodent Popsicle Records)